# Via Giulia

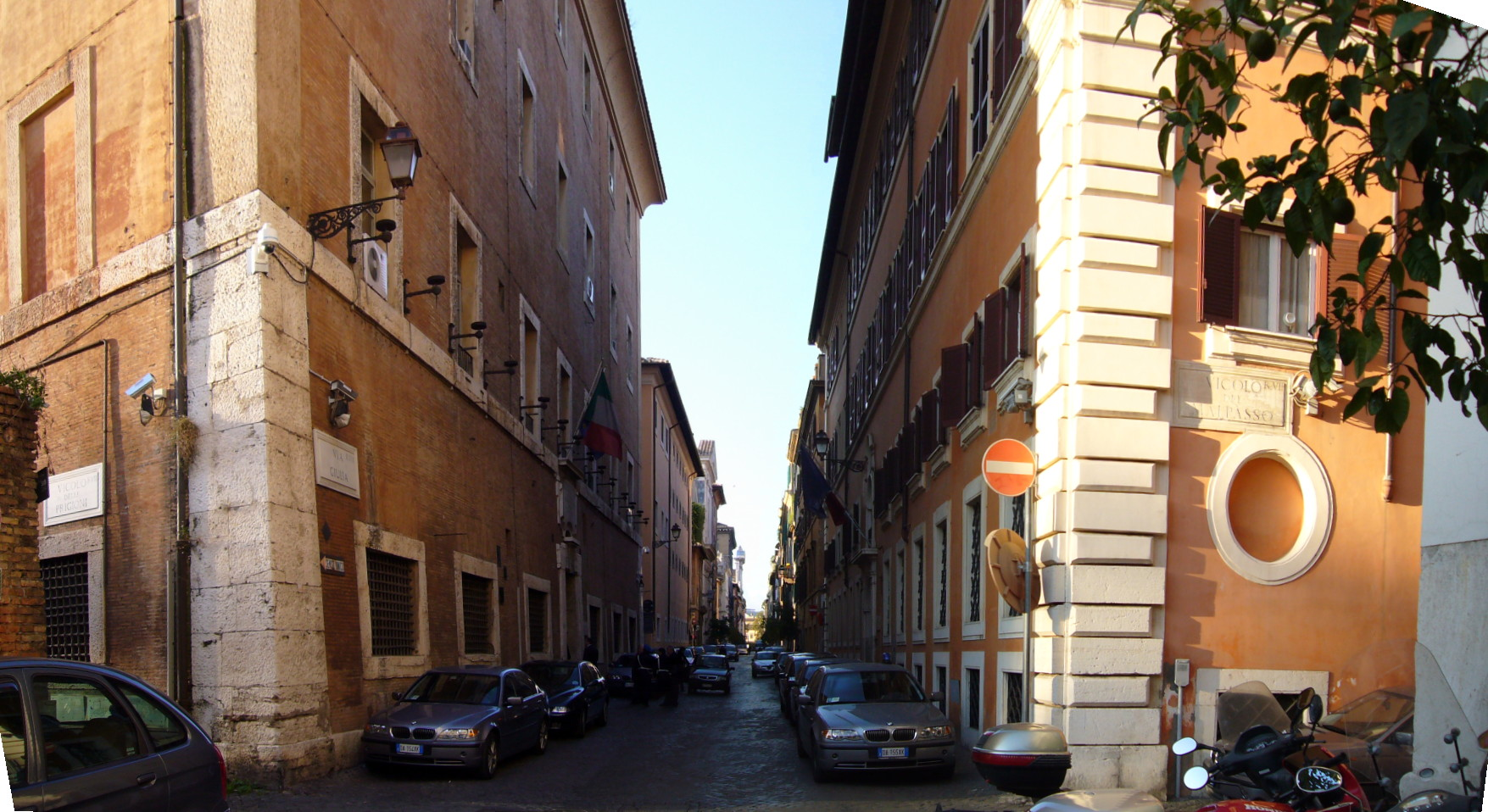
Via Giulia na altura da Vicolo del Malpasso.

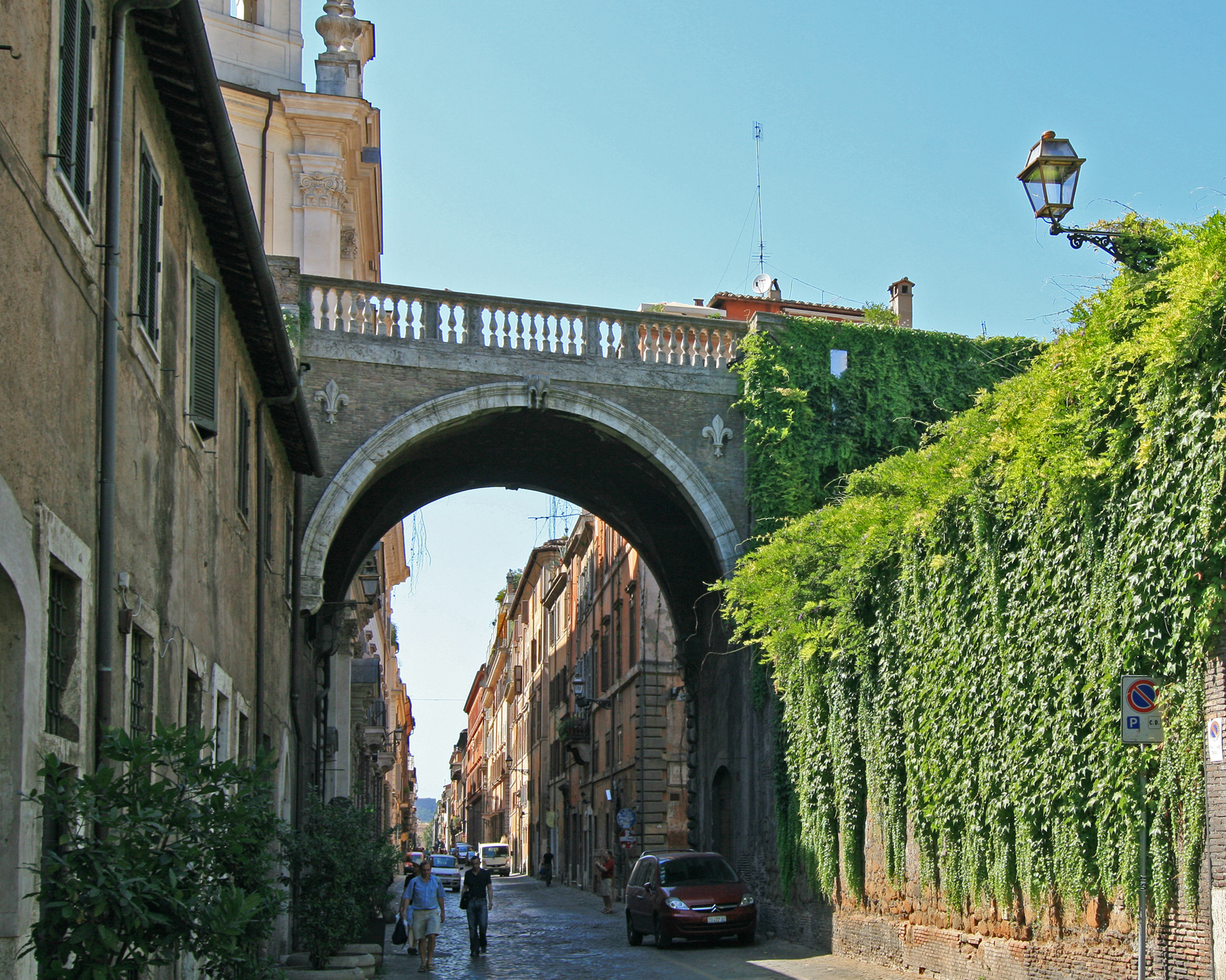
"Arco Farnésio" na Via Giulia.

Via Giulia é uma rua do centro histórico de Roma, Itália, localizada em sua maior parte no rione Regola, com apenas o seu trecho mais setentrional no rione Ponte. É o resultado de um dos primeiros urbanísticos de Roma durante o Renascimento.

## História
A Via Giuli foi projetada pelo papa Júlio II, mas seu plano foi executado apenas em parte. Foi a primeira tentativa, desde a Antiguidade, de tentar atravessar uma nova via pelo coração de Roma e o primeiro exemplo europeu de uma renovação urbana. A Via Giulia liga a Ponte Sisto até a igreja San Giovanni dei Fiorentini seguindo uma curva fechada do Tibre. O local rapidamente caiu nas graças dos ricos romanos e da comunidade florentina. Atualmente, é uma das ruas comerciais de elite em Roma, apreciada principalmente por seus antiquários.
Ela corre por um quilômetro inteiro em linha reta, uma característica inovadora para a época e facilmente ignorada atualmente. Sua história começa em 1508 como uma pequena parte do amplo programa de Júlio II para renovar Roma, cujo objetivo era estabelecer uma monarquia absoluta nos Estados Papais capaz de assumir seu lugar entre os poderes europeus. Já no primeiro ano de seu pontificado, Júlio procurou livrar o papado de sua dependências das grandes famílias nobres romanas (como os Orsini e os Colonna) e, para isto, buscou financiamento entre os banqueiros toscanos, principalmente o sienense Agostino Chigi. Uma parte do plano de Júlio era a reorganização do centro medieval de Roma. O objetivo da nova via era ser uma artéria de ligação entre todas as instituições governamentais, apinhadas num único trecho: o Palazzo della Cancelleria, completado na mesma época, a casa da moeda papal e o planejado Palazzo dei Tribunali.
O traçado da rua foi colocado a cargo de Donato Bramante, que também era o responsável pela nova Basílica de São Pedro, que estava sendo construída do outro lado do rio. Vasari afirma que "o papa estava determinado a construir na 'strada Giulia', que estava sob o comando de Bramante, todos os escritórios e sedes administrativas do poder de Roma em um único local, para a conveniência dos que tinham negócios a resolver ali, algo que até então era uma grande inconveniência.
Na mesma época, a nova artéria ligou o porto fluvial de Ripa Grande com a nova Via della Lungara, e, pela Via Giulia, até a Ponte Sisto, levando as mercadorias de forma segura e conveniente até o coração do comercial e bancário da cidade.
As obras do majestoso Palazzo dei Tribunali, que pretendia reunir num único local todas as cortes judiciais de Roma, foram interrompidas e ele permaneceu semi-construído por uma geração, para desgosto de artistas como Vasari, pois, com isto, um elemento essencial do projeto urbanístico de Júlio II se perdeu.
A rua se desenvolveu como uma sequência de casas modestas com jardins nos fundos, construídas para proprietários provados ou confrarias, interrompida apenas por alguns palácios mais ambiciosos, um contexto típico das "casas de Rafael", com suas lojas no térreo de frente para a rua.
Os grandes palácios, porém, geralmente tinham seus fundos voltados para a Via Giulia. Na década de 1540, Michelângelo planejou que os jardins do Palazzo Farnese fossem ligados por uma ponte à Villa Farnesina, no Trastevere, do outro lado do Rio. O elegante argo que ainda hoje se vê atravessando a Via Giulia é resultado deste grandioso esquema que jamais foi terminado.

## Monumentos
Entre os monumentos da Via Giulia estão:
- Santo Spirito dei Napoletani
- Santa Maria dell'Orazione e Morte
- Santa Maria del Suffragio
- Santa Caterina da Siena a Via Giulia
- San Giovanni dei Fiorentini
- San Filippo Neri alla Regola
- San Biagio degli Armeni
- Palazzo Falconieri
- Palazzo Sacchetti
- Palazzo Varese